# 金虎酒造
金虎酒造（きんとらしゅぞう）は、愛知県名古屋市北区に本社を置く日本酒製造メーカー。

## 歴史
弘化2年（1845年）創業とされる。尾張国春日井郡山田村において、善光寺街道の入口にあたる当地に大阪屋善兵衛なる人物が酒造業を興したことにはじまる。
三代目大阪屋善兵衛が寅年生まれであり、名古屋城の金鯱の金をとり、金虎を屋号としたものであるという。

## 銘柄
- 名古屋城本丸御殿[3]
- 金虎 上撰[3]
- 金虎 佳撰[3]
- 本醸造 金虎[3]
- 純米酒[3]
- 生貯蔵酒[3]
- きんとらうめ酒[3]

## 受賞歴
全国新酒鑑評会
平成14酒造年 - 29酒造年
- 「虎変」金賞受賞 - 2017年（平成29年）受賞